# استرانگ‌فورد
استرانگ‌فورد (به انگلیسی: Strangford) یک روستا در بریتانیا است که در شهرستان داون واقع شده‌است. استرانگ‌فورد ۴۷۴ نفر جمعیت دارد.